# Pterula vinacea
Pterula vinacea är en svampart som beskrevs av Corner 1950. Pterula vinacea ingår i släktet Pterula och familjen mattsvampar.   Inga underarter finns listade i Catalogue of Life.